# Epífora (retórica)
La epífora, también llamada epístrofe o conversión, es en retórica una de las figuras literarias basadas en la repetición. Consiste en la repetición de una o varias palabras al final de enunciados consecutivos, como versos o frases.
Ejemplo 1:
Empieza el llanto de la guitarra.

Es inútil callarla.

Es imposible callarla.
(Federico García Lorca, La guitarra) 
Ejemplo 2:
Compañera usted sabe que puede contar conmigo

no hasta dos o hasta diez sino contar conmigo
(Mario Benedetti, Hagamos un Trato)